# فهرست سفیران ایران در تایلند
نخستین گام در برقراری روابط رسمی نوین و مستمر میان دو کشور را علی‌اصغر حکمت سفیر ایران در دهلی نو برداشت. او بنا بر دلایلی لزوم انتصاب سفیر اکردیتهٔ ایران را در تایلند برای اولین بار مطرح کرد.

## صفوی
- محمدحسین بیگ ۱۶۸۵ میلادی (۱۰۶۴ ه‍.خ.)

## پهلوی
از ۱۹ مهر ۱۳۳۵ سفیر ایران در هند (علی‌اصغر حکمت) به عنوان سفیر اکردیتهٔ ایران به دولت معرفی شد. بعدها روابط دو کشور تا حد اعزام سفیر ارتقا یافت.
- علی‌اصغر حکمت (وزیر مختار اکردیته)
- عبدالحسین صدیق اسفندیاری (سفیر کبیر) ۱۳۴۰ - ۱۳۴۱

بسته شدن سفارت به دلیل صرفه‌جویی در بودجه
- منوچهر مرزبان ۱۳۴۳ - مهر ۱۳۴۷
- عبدالحسین حمزاوی آذر ۱۳۴۷ - خرداد ۱۳۵۱
- محسن صدیق اسفندیاری دی ۱۳۵۱ - مرداد ۱۳۵۶
- فرج‌الله برهانی آذر ۱۳۵۶ - اردیبهشت ۱۳۵۸

## جمهوری اسلامی
- سیروس ذکاء (کاردار موقت) ۱۳۵۸ - اردیبهشت ۱۳۵۹
- حسن سبقتی (کاردار موقت) اردیبهشت ۱۳۵۹ - بهمن ۱۳۵۹
- علی شرفشاهی (بیژن شرفشاهی) (کاردار موقت) بهمن ۱۳۵۹ - تیر ۱۳۶۰
- منوچهر شاهین‌فر (کاردار موقت) تیر ۱۳۶۰ - مهر ۱۳۶۱
- هوشنگ رحیمیان (کاردار موقت) مهر ۱۳۶۱ - دی ۱۳۶۴
- رضاحسین میرزاطاهری (سفیر) دی ۱۳۶۴ - آبان ۱۳۶۶
- محمدمهدی سازگارا آبان ۱۳۶۶ - مهر ۱۳۶۷ (کاردار موقت) مهر ۱۳۶۷ - ۱۳۷۱ (سفیر)
- غلامرضا یوسفی ۱۳۷۱ - ۱۳۷۵
- رامین مهمان‌پرست ۱۳۷۵ (دسامبر ۱۹۹۶) - ۱۳۷۹ (آوریل ۲۰۰۰)
- رسول اسلامی ۱۳۷۹ - ۱۳۸۳
- محسن پاک‌آیین ۱۳۸۳ - ۱۳۸۶
- مجید بیزمارک ۱۳۸۶ - ۱۳۹۱
- حسین کمالیان خرداد ۱۳۹۱ - ۱۳۹۴
- محسن محمدی دی ۱۳۹۴ تا دی ۱۳۹۹
- سیدرضا نوبختی ۱۳۹۹ تا دی ۱۴۰۲
- ناصرالدین حیدری[۱] دی ۱۴۰۲ تاکنون